# کسی که برنده می‌شود پادشاه است
کسی که برنده می‌شود پادشاه است (به هندی: Jo Jeeta Wohi Sikandar) فیلمی محصول سال ۱۹۹۲ و به کارگردانی منصور خان است. در این فیلم بازیگرانی همچون عامر خان، عایشا جولکا، دیپاک تیجوری، مامیک سینگ، پوجا بدی، کولبوشان کارباندا، آسرانی، عمران خان و آنجان سیرواستاو ایفای نقش کرده‌اند.